# Комарицкая волость

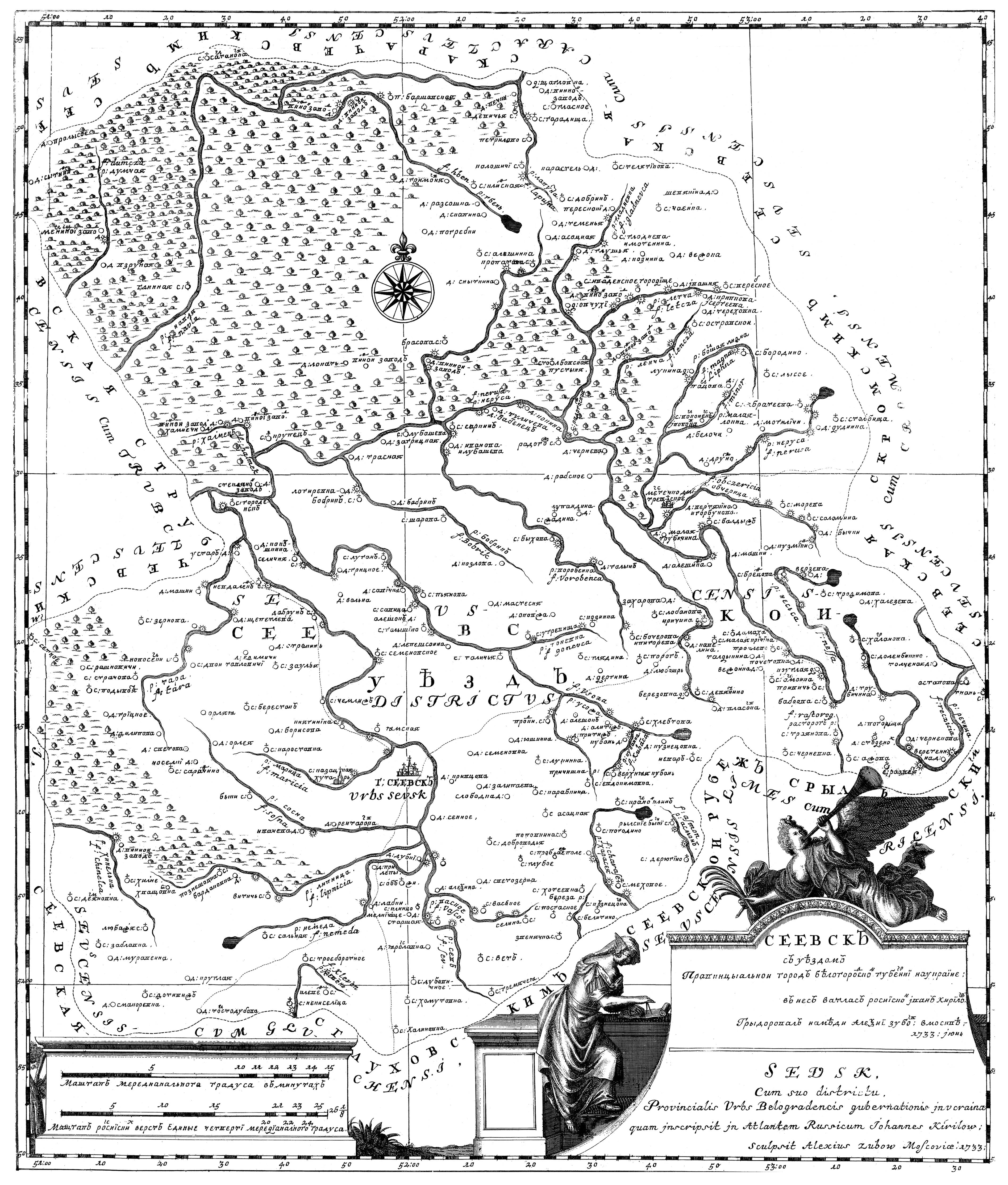
Севск и Комарицкая волость в XVIII веке. Из Атласа Всероссийской империи

Кома́рицкая волость (Кома́ринская волость) — историческая административно-территориальная единица в составе Брянского (позднее — Севского) уезда, расположенная по реке Неруссе и её притокам (занимала юго-восточные районы современной Брянской области и прилегающие районы Курской и Орловской областей). 
Волость являлась дворцовым владением, то есть вотчиной российских монархов, и подчинялась непосредственно московским властям через приказную избу в селе Лугань, позднее Дворцовой канцелярии.

## Происхождение названия
Существуют различные версии происхождения названия Комарицкой волости:
1) от реки Марицы, при которой стоит город Севск. Однако Марица — относительно небольшая река, её географическая значимость не настолько существенна, чтобы дать название столь обширной волости.
2) от позднелат. commarca — «граница, предел» (см. «комарка»). Действительно, в течение долгого времени Комарицкая волость оставалась для Московского государства пограничной.
3) Г. М. Пясецкий выводил происхождение названия волости от слова «комара», или «камера», означавшего государственную казну польско-литовских королей, которые до конца XV века владели Комарицкой волостью как своим личным имением. Московские государи, завоевав эту волость в начале XVI века, также содержали её в своем Дворцовом (Камерарном) ведомстве, а Лжедмитрий II в жалованной грамоте своему мнимому тестю, сандомирскому воеводе Юрию Мнишеку, писанной на польском языке, называет Севск Комарском. Версия о польско-литовском происхождении названия Комарицкой волости не подтверждается письменными источниками, поскольку оно становится известным лишь с конца XVI века. Впрочем, возможный выходец из этих мест, некий Михаил Комарецкий, фигурирует ещё в посольской документации 1514 года.
4) Т. А. Мартемьянов, первый исследователь плясовой песни «Камаринская», считал, что это название происходит от слова «каморник» — так называли людей, не имевших своих домов и живших в чужих избах и каморах. К их числу относили сторожей, истопников, работников в доме, занимавших каморки. Комарицкая волость, вследствие усиленной колонизации по укреплению южных границ Московского государства, была краем бездомников, бродяг. Волость, по мнению Мартемьянова, «кишела каморниками, и им, вероятно, она обязана своим названием».

## Административное деление

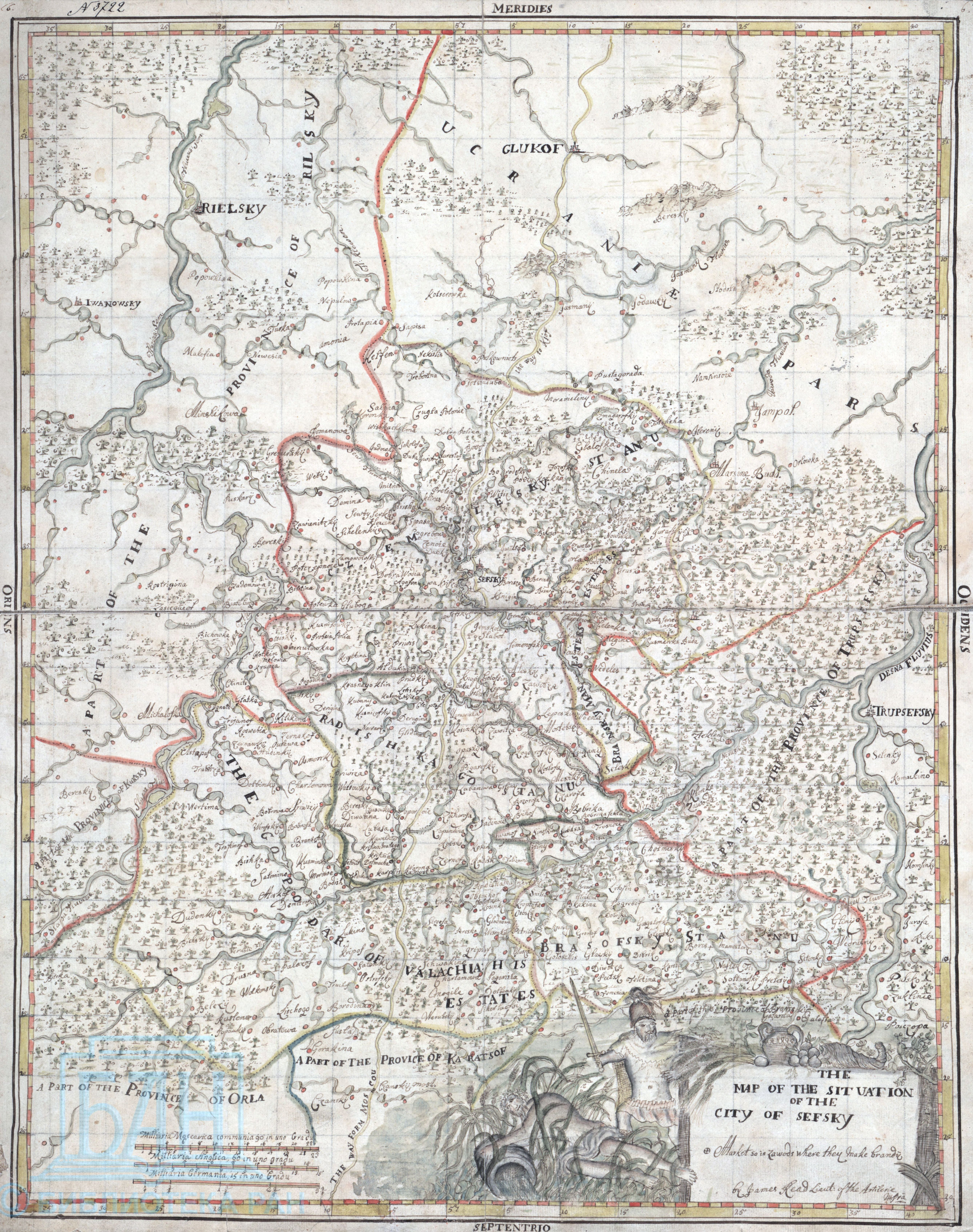
Станы Комарицкой волости на карте XVIII века. Из Библиотеки Академии наук

Комарицкая волость подразделялась на 4 стана (Брасовский, Глодневский, Радогощский и Чемлыжский), на основе которых впоследствии был сформирован Севский уезд. Фактически понятия «Комарицкая волость» и «Севский уезд» (в границах XVII—XVIII веков) можно считать условно тождественными. При этом следует иметь в виду, что сам город Севск, находясь на территории Комарицкой волости, в её состав не входил.

## История
Первое упоминание о Комарицкой волости Брянского уезда относится к 1588 году. Ранее эта территория относилась к Волконской и Пьяновской волостям, известным со второй половины XV века. Приток населения в Комарицкую волость случился в 60-х — 80-х годах XVI века. Для защиты крестьян на старых городищах были возведены острожки — Севский, Чемлижский, Брасовский, Добруньский, Радогожский. В 1582 году впервые после долгого перерыва (с 1146 года) упоминается город Севск. По архивным документам история Севска прослеживается с 1619 года. В 1602—1603 годах крестьяне Комарицкой волости вторгались во владения Свинского монастыря: захватывали монастырские земли, перепахивали межи и уничтожали знаки собственности. В начале XVII века Комарицкая волость оказалась в центре восстания Болотникова; через неё пролегли пути на Москву Лжедмитрия I и Лжедмитрия II. После Деулинского перемирия волость стала пограничной и неоднократно подвергалась нападениям поляков.
Вплоть до XX века население Комарицкой волости отличалось бунтарским характером и свободолюбием, принимавшим самые разнообразные формы (см. Локотское самоуправление). По утверждению историка-краеведа Г. М. Пясецкого, русская народная песня «Комаринская» («Камаринская», известная также в обработке различных композиторов) — «Ах ты, сукин сын, комаринский мужик, не хотел ты свойму барину служить…» — осталась «памятником измены комаричан Борису не только как государю, но и как своему помещику-барину».
С начала XVIII века земли волости раздаются дворянам: Кантемиру, Голицыным, Апраксиным и другим. Территория волости как дворцового владения существенно сократилась, а сам термин «Комарицкая волость» обрёл двоякий смысл: в историческом плане — обширная территория, охватывающая весь Севский уезд (кроме Крупецкой волости); в текущем хозяйственно-владельческом отношении — его часть, оставшаяся в собственности царской фамилии.
С XVIII в. начинается промышленный рост этой области: возникают многочисленные винокуренные и железоделательные заводы, маслобойни. С середины XIX в. бывшая Комарицкая волость становится одним из важнейших центров сахарной промышленности (Луганский и Лопандинский сахарные заводы).
С формированием в 1861 году твёрдой сети волостей как административных единиц понятие «Комарицкая волость» окончательно стало историческим.
В конце XIX века память о существовавшей когда-то Комарицкой волости была увековечена в названии железнодорожной станции Комаричи, посёлок при которой (ныне пгт) стал волостным, а позднее районным центром (см. Комаричская волость, Комаричский район).